# Sáva

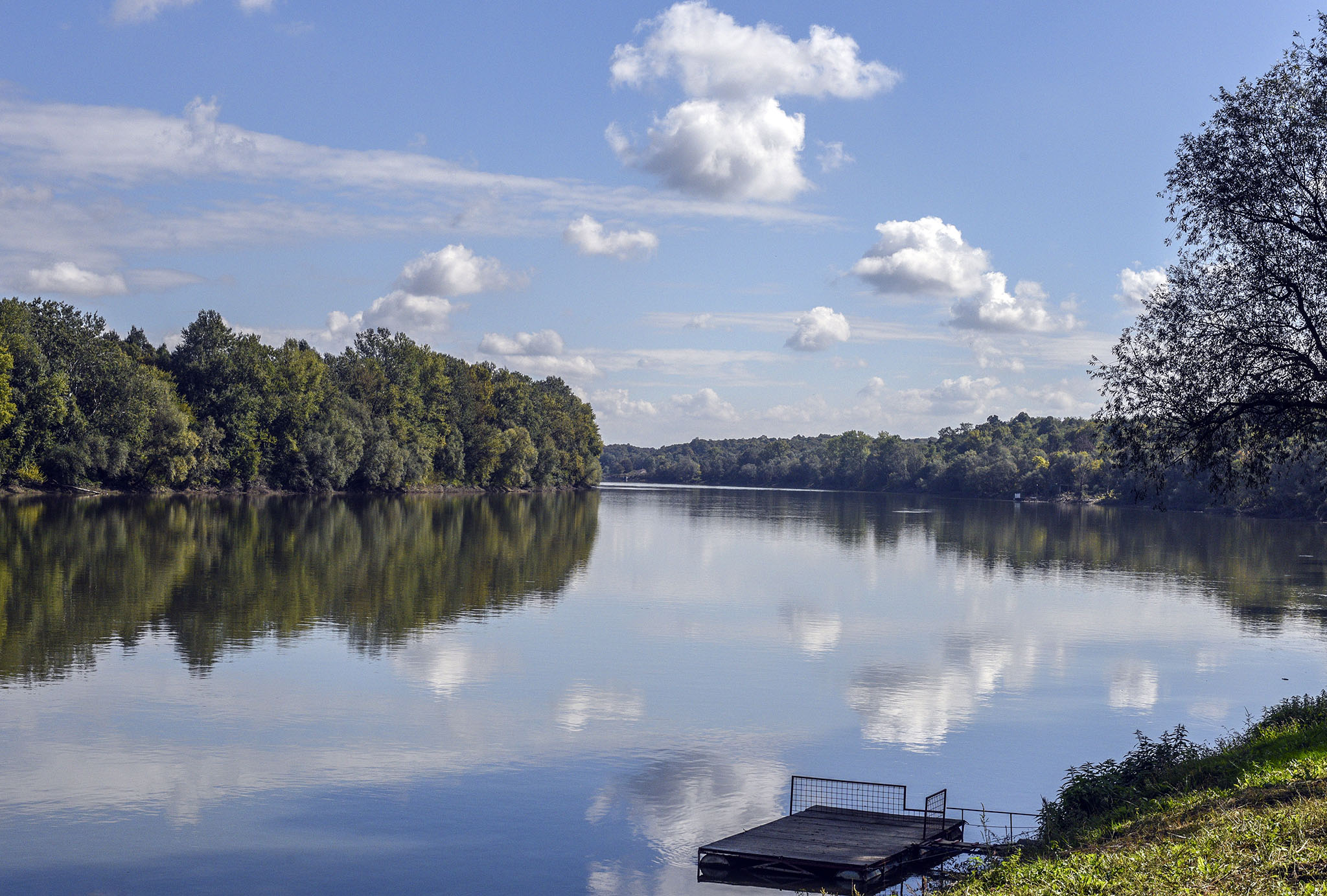
Sáva mezi městy Brčko a Bijeljina.

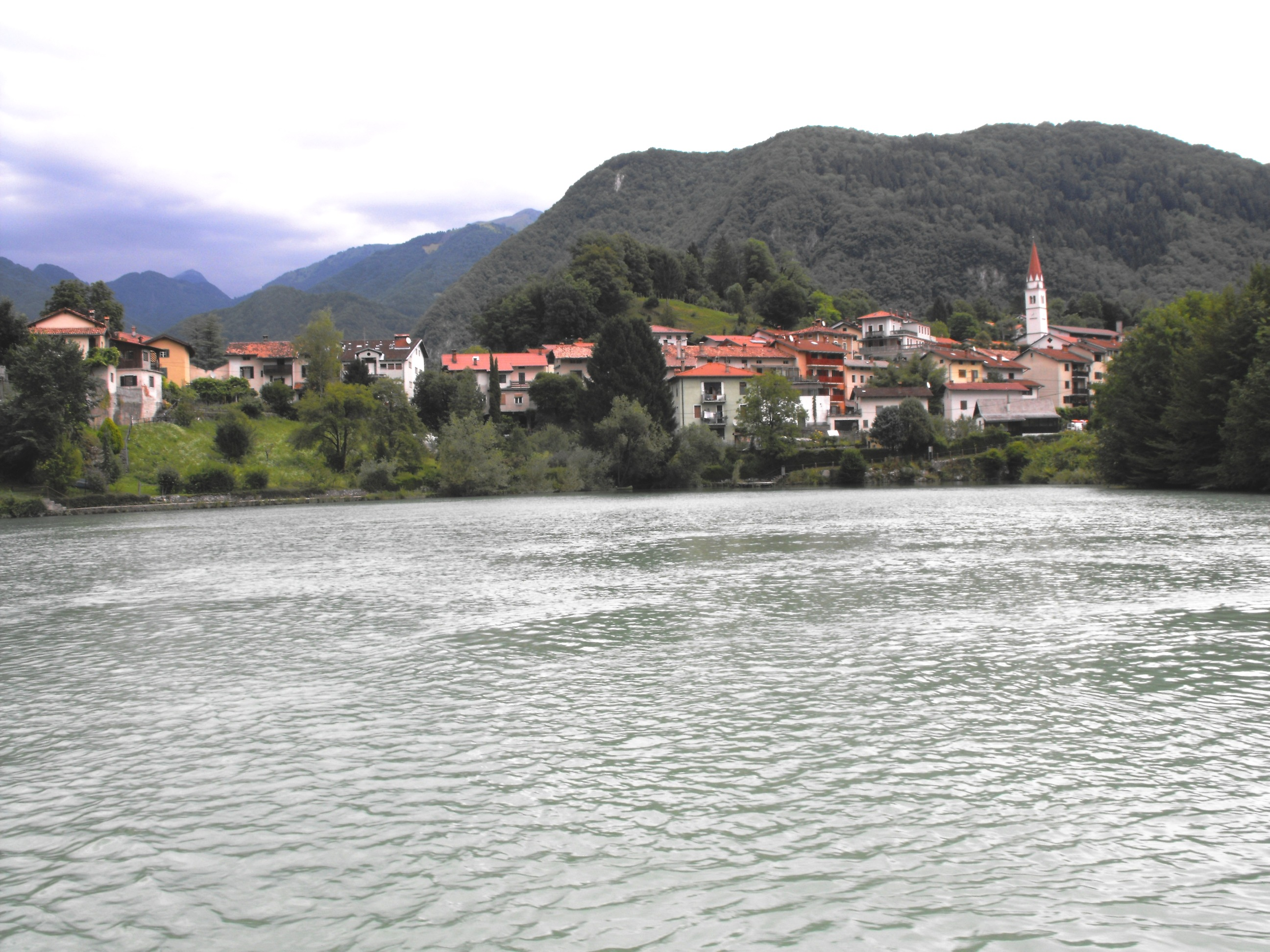
Řeka Sáva ve Slovinsku.

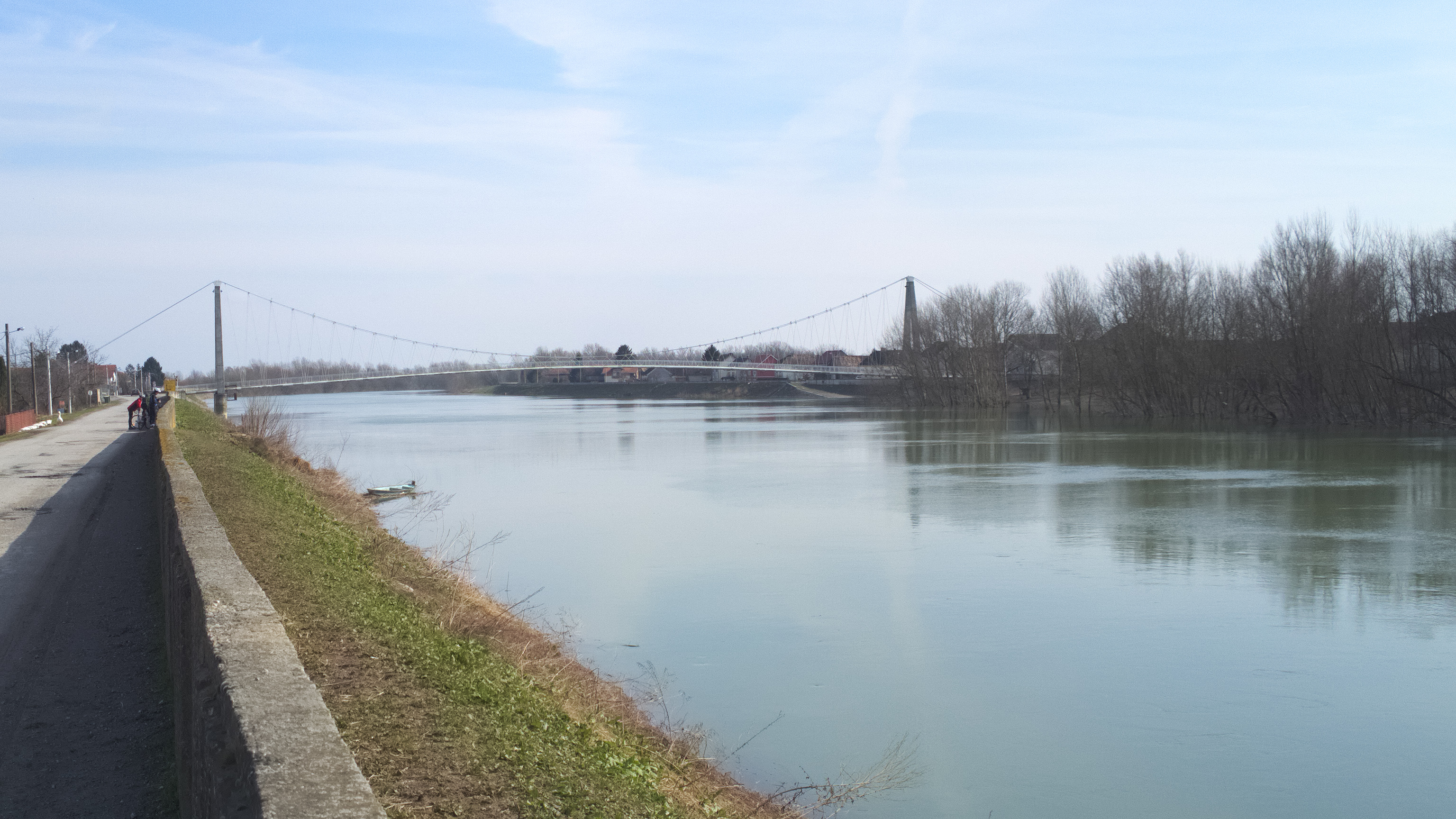
Řeka Sáva v Martinské Vsi.

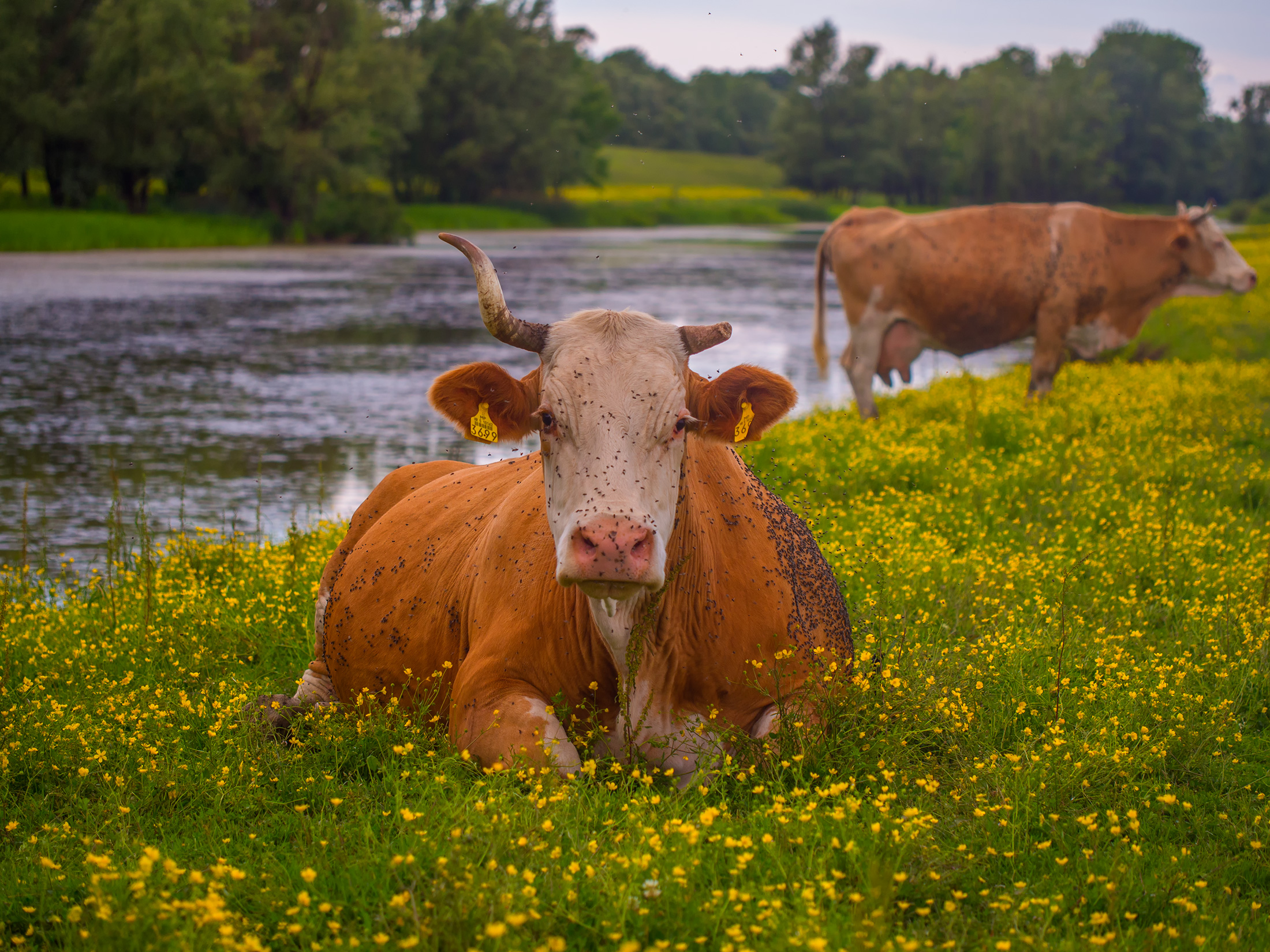
Krávy pasoucí se na břehu řeky Sávy.

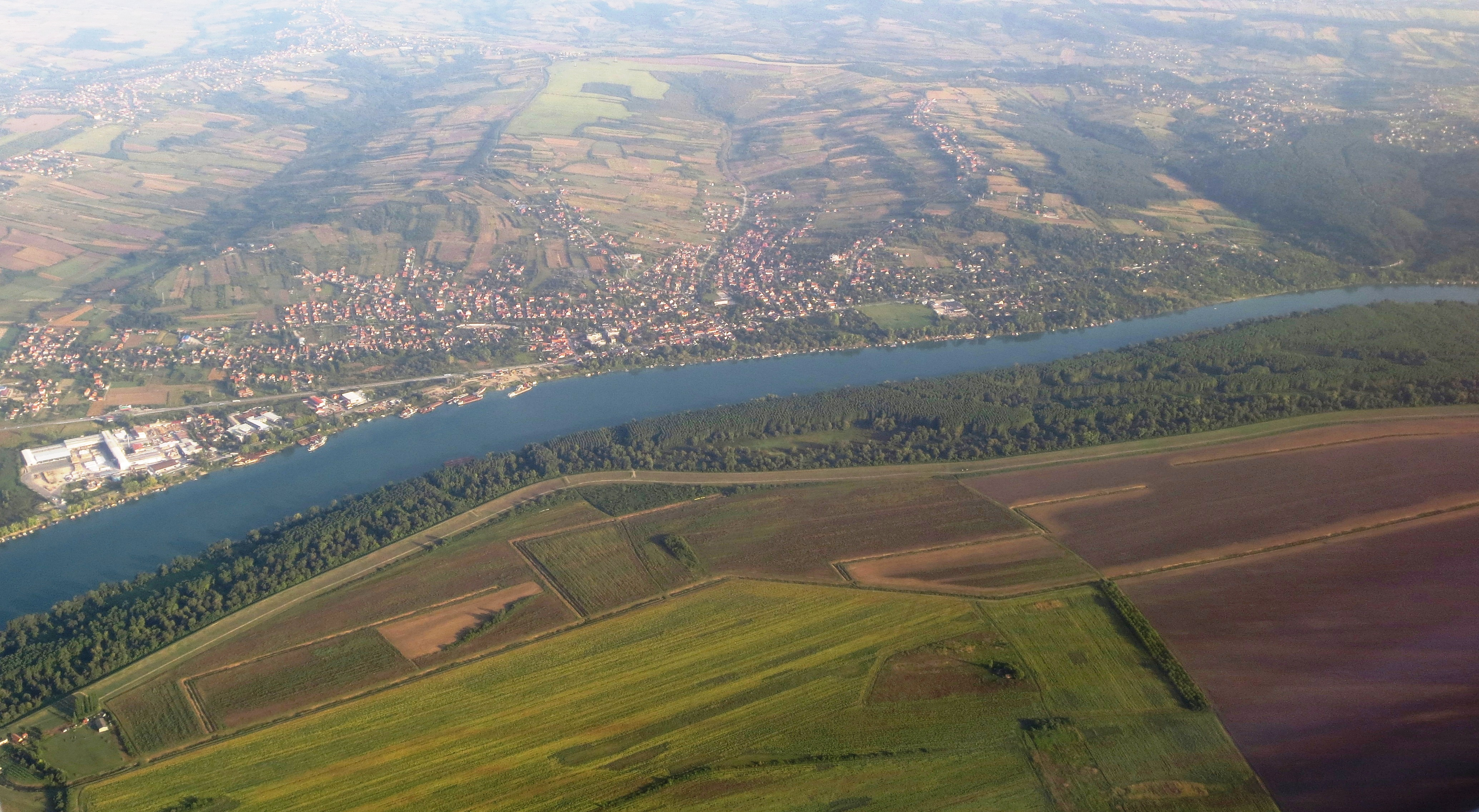
Letecký pohled na řeku Sávu u Čukarici.

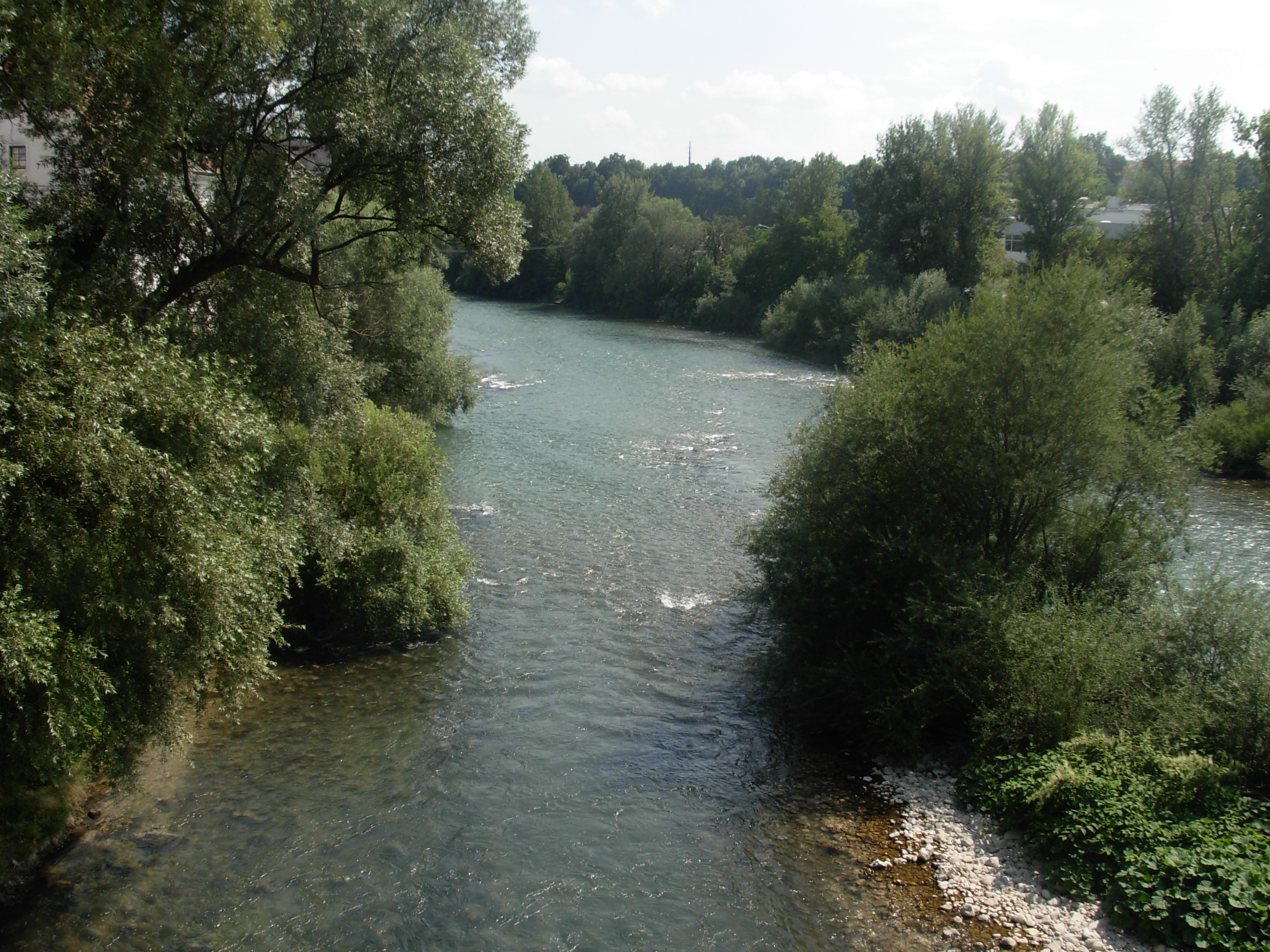
Řeka Sáva nedaleko města Kranj ve Slovinsku.

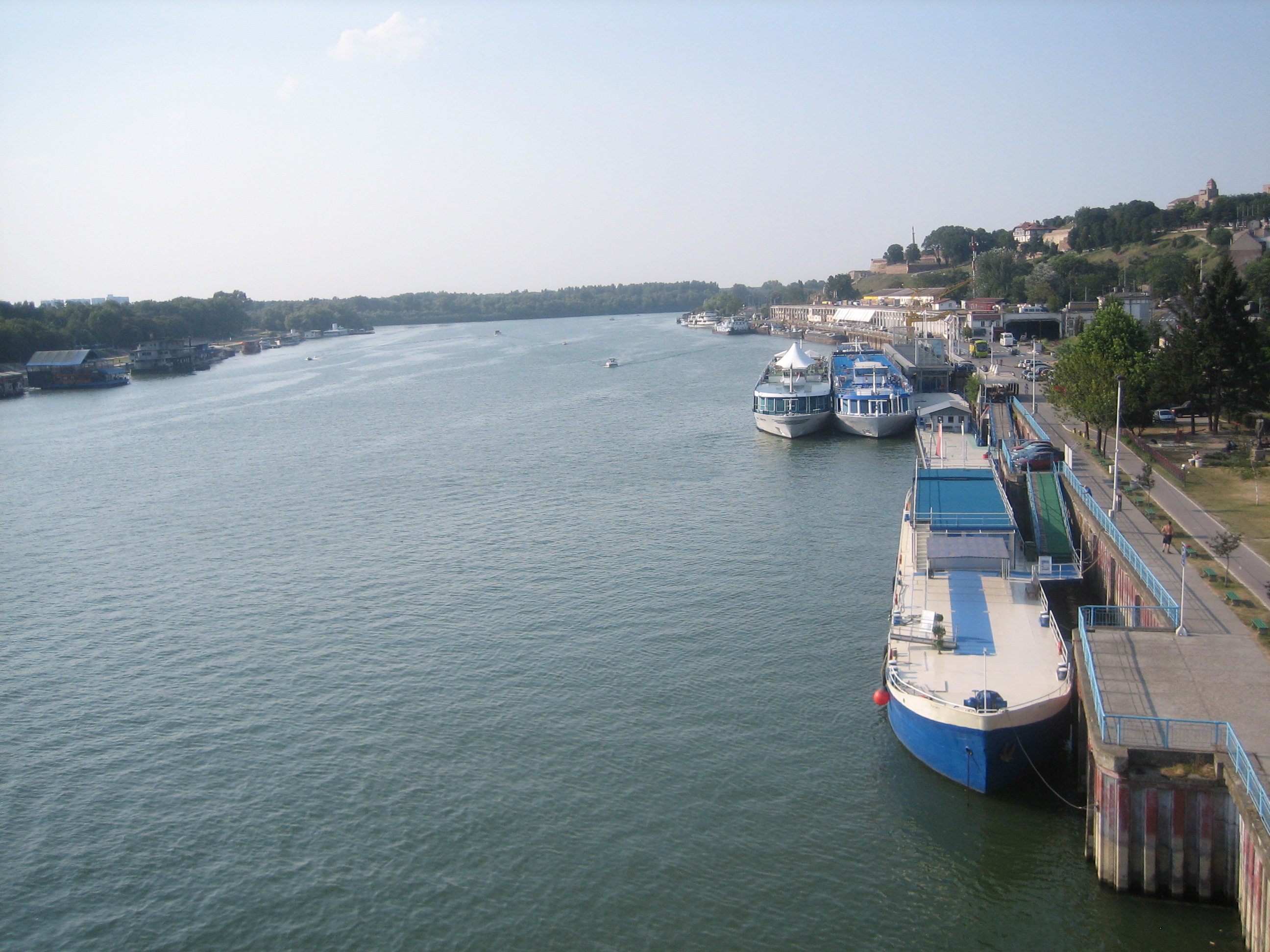
Přístaviště na Sávě v Bělehradě.

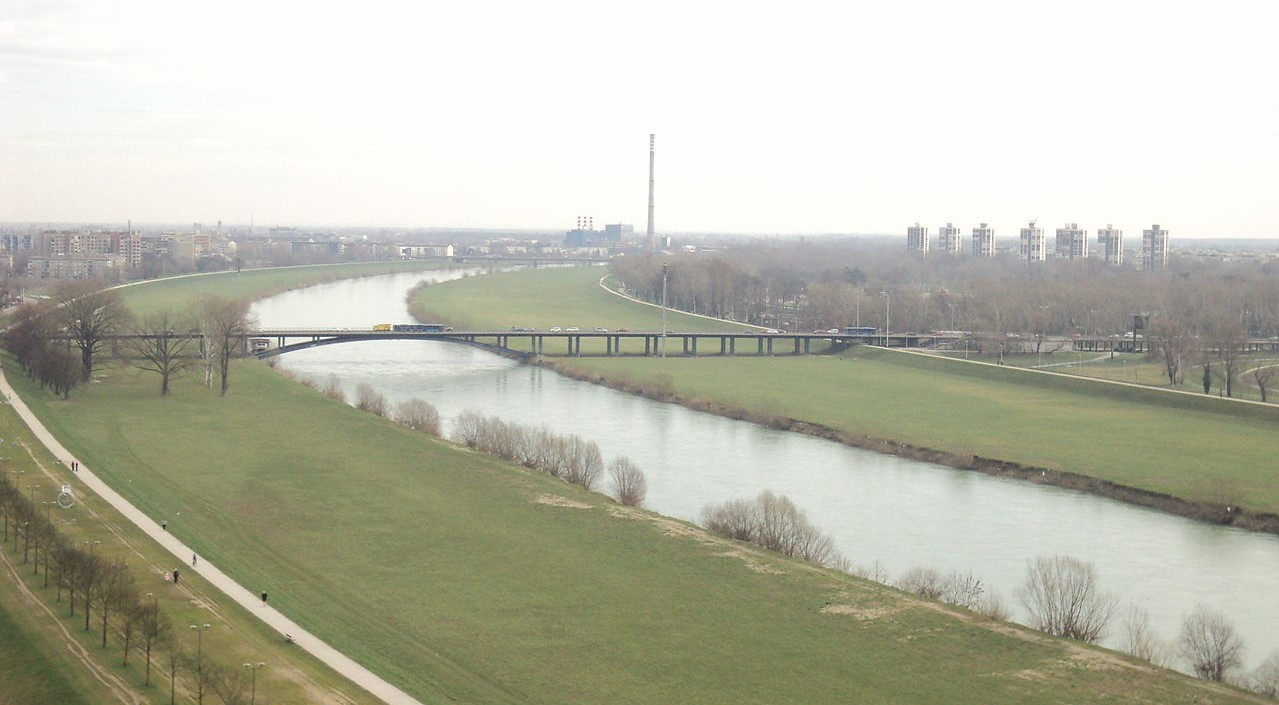
Koryto řeky Sávy v Záhřebu.

Sáva (slovinsky, chorvatsky a bosensky Sava, srbsky Сава, maďarsky Száva, německy Save nebo Sau, latinsky Savus) je velká řeka na rozhraní střední Evropy a Balkánu. Protéká Slovinskem (region Kraňsko), Chorvatskem (Slavonie, Srem), Bosnou a Hercegovinou (Posavina) a Srbskem (Srem, Mačva), přičemž po významnou část toku tvoří státní hranici mezi Chorvatskem a Bosnou a Hercegovinou. Je vůbec nejvodnějším přítokem veletoku Dunaje, do kterého se vlévá zprava v Bělehradě. Je 940 km dlouhá; představuje nejdelší řeku protékající územím Slovinska, Chorvatska a Bosny a Hercegoviny. Leží na ní tři hlavní města (Lublaň jen svým okrajem).

## Název
Předpokládá se, že název řeky je odvozen z protoindoevropského kořene *sewh 1 - (označující tlačit, tlačit (vpřed); brát kapalinu, vodu) a koncovky *eh, původní označení znamenalo ta, která zavodňuje zemi. Staří Řekové ji označovali jako Σάος (Saos). Podle jiných teorií je naopak řeckého nebo keltského původu.

## Průběh toku

### Slovinsko
Řeka Sáva má dvě zdrojnice, které obě pramení v Julských Alpách na severozápadě Slovinska. Dvě říčky Sava Bohinjka („Sáva z Bohinje“) a Sava Dolinka („Sáva z doliny“) se slévají poblíž města Radovljica a od tohoto místa se tok jmenuje pouze Sáva.
Řeka pokračuje hluboko zaříznutým korytem přes město Kranj směrem k Lublani, kde se údolí rozšiřuje. Slovinskou metropoli Sáva obtéká ze severu, a východně v závěru kotliny se stéká s Lublaňkou (zprava) a Kamnickou Bystřicí (zleva). Dále směřuje na východ přes města Litija, Zidani Most a Krško, mezi nimiž formuje hluboké údolí, sloužící jako dopravní tepna, kudy vedou silnice a hlavní železnice z Lublaně do Záhřebu a do Mariboru (dálnice jsou vedeny mimo toto údolí).
Jihovýchodně od Krška se krajina otevírá a řeka získává charakter pomalého nížinného toku. Podél se nacházejí mohutné sypané hráze, které brání řece ve vystoupení z břehů v případě povodní. V blízkosti města Brežice se nachází vodní elektrárna, kde jezero řeky obklopují rovněž hráze. Poté níže přibírá sáva říčku Krka. U lokality Čatež se nacházejí rozsáhlé lázně. Nedaleko města Bregana vstupuje Sáva již jako nížinná řeka na území Chorvatska.

### Chorvatsko
V Chorvatsku přibírá ještě před metropolí Záhřebu z levé strany řeku Krapinu. V Záhřebu potom tvoří řeka Sáva přirozenou hranici mezi starým městem (na levém břehu) a novým sídlištěm (Novi Zagreb); její koryto je široké cca 90 m. Záhřeb je navíc chráněn před povodní odlehčovacím korytem, vedoucím jižně od chorvatské metropole. Koryto řeky zde bylo oproti původní podobě přeloženo mírně na jih a upraveno do podoby, která má tvar podlouhlého obloku se sypanými hrázemi (tzv. Sávský násep, díky němuž se řeka rozšíří až na 300 m v případě velké vody. Podle řeky Sávy se jmenuje v chorvatské metropoli ulice Sávská cesta a k ní přiléhající Sávský most.
Dále od Záhřebu se v blízkosti řeky Sávy nacházejí rozsáhlé lužní lesy. Mimo jiné se zde nacházejí početné pískovny, kdy se těží nánosy písku z původního koryta řeky Sávy. Tok zde není regulován, nicméně náspy dále od koryta vymezují jeho šíři tak, aby se řeka nemohla v případě povodní rozlévat volně do krajiny. Regulace koryta řeky nicméně bývá občas diskutována.
Řeka volně meandruje až po město Sisak. Tam přibírá z pravé strany řeku Kupu a dále teče směrem na východ, kde představuje jižní hranici Středodunajské roviny, geografickou hranici mezi Střední Evropou a Balkánem, a od Jasenovce až po Bijeljinu i státní hranici mezi Chorvatskem a Bosnou a Hercegovinou. Dělí několik měst (Gradiška/Hrvatska Gradiška, Slavonski Brod/Brod) apod.

### Srbsko
Za městem Brčko vstupuje Sáva nejprve svým levým břehem a poté po ústí řeky Driny zcela na srbské území. Tam tvoří přirozenou hranici mezi Vojvodinou a Centrálním Srbskem. Protéká městy Sremska Mitrovica, Šabac, Obrenovac, a nakonec vtéká do Bělehradu, kde odděluje centrum města od sídliště Nového Bělehradu (Savski blokovi).
V Bělehradu ji překonává celá řada mostů (Most na Adi, Nový železniční most, Most Gazela a další. Na březích řeky se nacházejí stylové bělehradské restaurace splavovi. Řeka zde dotváří panorama metropole a jejího projektu Beograd na vodi, v rámci něhož bylo rozšířeno centrum Bělehradu v podobě kancelářských budov přímo na sávský břeh.
Přímo pod starou bělehradskou pevností se Sáva spojuje s ramenem Dunaje obtékajícím Velký válečný ostrov, a po dalším kilometru se její vody vlévají do hlavního dunajského toku.

## Povodí
Povodí má rozlohu přibližně 95 700 km² a zasahuje také do Černé Hory a nepatrně do Albánie. V oblasti Gorského Kotaru se povodí Sávy na pouhých několik kilometrů přibližuje k Jaderskému moři. Celá jeho jihozápadní hranice je nezřetelná, neboť prochází zkrasovělými Dinárskými horami s množstvím ponorů a vyvěraček.
Ze všech přítoků Dunaje je povodí Sávy druhé největší hned po povodí Tisy.
| Stát                | Rozloha na území státu | % území státu, které tvoří povodí Sávy | Podíl na povodí Sávy |
| ------------------- | ---------------------- | -------------------------------------- | -------------------- |
| Slovinsko           | 11 734,8 km2           | 52,8 %                                 | 12,01 %              |
| Chorvatsko          | 25 373,5 km2           | 45,2 %                                 | 25,97 %              |
| Bosna a Hercegovina | 38 349,1 km2           | 75,8 %                                 | 39,25 %              |
| Srbsko              | 15 147,0 km2           | 17,4 %                                 | 15,50 %              |
| Černá Hora          | 6 929,8 km2            | 49,6 %                                 | 7,09 %               |
| Albánie             | 179,0 km2              | 0,59 %                                 | 0,18 %               |

## Obyvatelstvo
Údolí řeky je velmi hustě osídleno a žije zde značná část obyvatelstva Slovinska, Chorvatska, Bosny a Hercegoviny a Srbska. Metropolitní oblasti všech tří hlavních měst, kudy řeka Sáva protéká, se nachází v jejím okolí. Bosenský břeh řeky představuje jednu z nejhustěji osídlených částí Republiky srbské. Celkem žije v oblasti povodí Sávy přes 8 milionů lidí.
Přehled jednotlivých větších měst na řece Sávě je následující:
- Kranj, Medvode, Lublaň (severní okraj), Litija, Sevnica, Krško, Brežice
- Záhřeb, Sisak, Slavonski Brod, Županja
- Gradiška, Srbac, Brod, Šamac, Orašje, Brčko
- Sremska Mitrovica, Šabac, Obrenovac, Ostružnica, Bělehrad

## Přítoky
- pravé – Sora, Lublaňka[2], Mirna, Krka, Kupa, Una, Vrbas, Ukrina, Bosna, Tinja, Lukavac, Drina (největší přítok), Kolubara
- levé – Kokra, Kamnická Bistrica, Savinja, Sotla, Krapina, Lonja, Orljava, Bosut, Galovica

Ve střední a dolní části je povodí Sávy nerovnoměrné a větší a delší přítoky má zprava.

## Vodní režim
Průměrný průtok vody v ústí činí 1760 m³/s a maximální 5000 m³/s. Největší průtok má Sáva na přelomu zimy a jara. Led se nevytváří každý rok. V roce 2019 byl průměrný průtok v Záhřebu 314 m3/s, ve Sremské Mitrovici 1320 m3/s a v Bělehradě 1380 m3/s.
Průměrné hodnoty v období let 1926 až 1984 ve Sremské Mitrovici byly v průběhu roku následující:

## Kultura
Sáva je jednou z hlavních řek ve všech státech, kterými protéká; bývala také nejdelší řekou Jugoslávie. Je osou jádrových území Slovinska a Chorvatska, v Srbsku je hlavním tokem skrz metropoli Bělehrad (Dunaj teče spíše po okraji). Je tedy častým námětem v kultuře okolních národů, ať už v literatuře, hudbě, či filmu. Mimo jiné je vyobrazena na slovinském státním znaku v podobě dvou modrých vln. Jedna z písní skupiny jugoslávské skupiny Plavi orkestar například nesla název Sava tiho teče.
Ve středověku byla Sáva přirozenou jižní hranici Uherska, pak po staletí tvořila podstatnou část hranice mezi Habsburskou a Osmanskou říší. Region okolo řeky je označován jako Posáví (chorvatsky Posavina, chorvatsky Posavlje).
Podle názvu řeky se také jmenuje slovinská společnost Sava, která ve městě Kranj vyrábí pneumatiky.

## Doprava
Údolí řeky je v jejím horním části místem, kudy jsou vedeny různé dopravní tahy. Ať už je tomu v případě dálnice A2 ve Slovinsku, nebo železniční trati do Lublani (bývalá rakousko-uherská Jižní dráha), nebo některé další komunikace. V oblasti, kde je Sáva rovinatou řekou, se naopak některé komunikace řece vyhýbají, a to z důvodů meandrování toku a častých záplav. Chorvatská dálnice A3, která spojuje Záhřeb s Bělehradem přibližně ve směru toku řeky, se tak nápadně vzdaluje řece Sávě. Stejně tak i trať Bělehrad–Záhřeb.
Řeka je využívána jako tepna pro lodní dopravu, splavná je pro nákladní lodě v úseku od města Sisak (592. říční kilometr) až po Bělehrad. Pro osobní lodě je splavná po Šabac (na srbském území). Význam pro nákladní dopravu má proto, že řeka prochází přímo hlavním dopravním směrem pro osobní i nákladní dopravu bývalé Jugoslávie; v Sisaku se nachází rafinérie. Některý průmysl na břehu řeky přímo počítá s využitím lodní dopravy. Proto se nachází přístavy na Sávě v následujících městech: Brod, Šamac, Brčko, Šabac, Obrenovac, Čukarica (u Bělehradu), Bělehrad. 

## Využití a hospodářství
Ve Slovinsku byla na řece vystavěna kaskáda přehrad s průtočnými vodními elektrárnami (Moste, Mavčiče, Medvode, Vrhovo, Boštanj, Blanca, Krško, Brežice). Její voda se využívá také k chlazení jaderné elektrárny Krško. Celkem se na Sávě nachází 18 vodních elektráren s výkonem vyšším než 10 MW.
Zvažována byla i výstavba dalších vodních elektráren, dvě se měly nacházet i na území Chorvatska, nicméně toto nebylo nikdy realizováno.
Voda ze Sávy je využívána rovněž i pro výrobu pitné vody a dále ve velké míře pro zavlažování. Jinde využívána není a nacházejí se zde různé močály.

## Znečištění
Jelikož je voda z řeky Sávy intenzivně využívána na území všech čtyř států k celé řadě účelů a její povodí je hustě zalidněno, dochází k jejímu značnému znečištění. To bývá mnohdy chybně přiřazováno jaderné elektrárně Krško, ale spíše je způsobeno odpadními látkami ze zemědělství, průmyslu, dopravy, komunálním odpadem apod. V Bělehradě jsou splašky vypouštěny do řeky Sávy, jako v jednom z mála měst v Evropě.

## Spolupráce
Od roku 2006 sídlí v Záhřebu Mezinárodní komise pro povodí Sávy (ISRBC; chorvatsky Međunarodna komisija za sliv Save). Rozhoduje o plavbě a vydává doporučení pro využívání oblasti povodí řeky.